# Кансо
Кансо је љубавна песма трубадура и састоји се из три дела. Први је exordium, у коме песник објашњава своју намеру. Главни део песме се исказује у станцама. Кансо може да се завршава торнадом или envoi. Неке овакве песме могу садржати и више од једне торнаде.